# Jack Burke Jr.
Jack Burke Jr. (Fort Worth, 29 de enero de 1923-Houston, 19 de enero de 2024) fue un golfista estadounidense dos veces ganador de títulos mayor y miembro del Salón de la Fama del Golf Mundial. Fue hijo del también golfista Jack Burke Sr. y a la fecha de su muerte era el golfista más viejo ganador de título mayor que seguía con vida y primer ganador de un mayor en cumplir los 100 años de vida.

## Carrera
Asistió a la Universidad Rice en 1941. Cuando todavía era un aficionado, se clasificó para el Abierto de Estados Unidos de 1941, el primero que se jugó en Texas, pero falló el corte. En 1942 se convirtió en profesional en el Galveston Country Club. De 1942 a 1946 sirvió en el Cuerpo de Marines y estuvo destinado en la Estación Aérea del Cuerpo de Marines de Miramar, donde enseñó habilidades de combate a los Marines que se dirigían al extranjero para la Segunda Guerra Mundial.
Después de la guerra, Burke reanudó su carrera de golf después de considerar por primera vez trabajar en los campos petroleros de Texas. Su primer trabajo fue como profesor profesional en Hollywood Golf Club en Deal, New Jersey, al que siguió un puesto como asistente en Winged Foot Golf Club, donde fue asesorado por Claude Harmon. Desde principios de 1948 fue profesional del club Metropolis Country Club en White Plains, New York.
En enero de 1949 Burke terminó empatado en el tercer lugar en el Long Beach Open habiendo liderado después de 3 rondas. En septiembre ganó el Abierto Metropolitano en su club local, terminando seis golpes por delante de Gene Sarazen. Burke comenzó la temporada de 1950 con un tercer puesto en el Abierto de Los Ángeles. En los días siguientes fue ganador conjunto en el Bing Crosby Pro-Am como uno de los cuatro jugadores que terminaron empatados. En febrero ganó su primer evento absoluto del tour, el Rio Grande Valley Open, y obtuvo más victorias en marzo y julio, terminando quinto en la lista de ganancias del PGA tour. No ganó en 1951, pero fue subcampeón cinco veces y nuevamente terminó quinto en la lista de ganancias. Entre febrero y marzo de 1952, Burke ganó cuatro torneos consecutivos en cuatro semanas. Ganó tres de ellos por seis o más golpes y el otro lo ganó en un desempate a tres bandas. Obtuvo su quinta victoria de la temporada en diciembre. Además, perdió dos playoffs de 18 hoyos durante el año y terminó segundo en el Masters. Burke ganó el Trofeo Vardon por el promedio de puntuación más bajo en 1952, terminando tercero en la lista de ganancias.
Burke ganó otro evento del PGA Tour en 1953, pero sólo terminó en el puesto 19 en la lista de ganancias. No ganó en 1954, pero terminó segundo en la clasificación del Trofeo Vardon y segundo en la lista de ganancias, ayudado por $ 7,500 ganados para un segundo puesto en el Campeonato Mundial de Golf de mucho dinero. En 1955 cayó al puesto 15 en la lista de ganancias. Llegó a los cuartos de final del Campeonato de la PGA de 1955, perdiendo un partido de cuartos de final de 40 hoyos y nueve horas ante Cary Middlecoff.
Burke ganó dos majors en 1956, el Masters y el PGA Championship. En su victoria en el Masters, Burke remontó una desventaja de ocho golpes en la ronda final para superar a Ken Venturi, quien en ese entonces era aficionado. Después de tres rondas Venturi lideraba con cuatro golpes de Cary Middlecoff y el resto del campo estaba al menos a siete golpes de distancia. Después de 8 hoyos de la ronda final, Venturi tenía una ventaja de seis golpes sobre Middlecoff y Burke. Middlecoff cometió un doble bogey en el hoyo 17, el tercero de la ronda, y terminó en tercer lugar. Burke completó los últimos 10 hoyos en par nivelado, mientras que Venturi tuvo siete bogeys, lo que le dio a Burke una victoria por un golpe sobre Venturi con Middlecoff un golpe más atrás. Para el Campeonato de la PGA de 1956, el formato se cambió con 128 jugadores compitiendo en un formato de juego de partidos puro, los jugadores se clasificaron a través de una combinación de exenciones y clasificación seccional. Anteriormente, hubo 36 hoyos de juego por golpes seguidos de matchplay para los 64 líderes. Burke ganó 7 partidos, derrotando a Leon Pounders, Bill Collins, Fred Haas, Chandler Harper y Fred Hawkins en partidos de 18 hoyos para llegar a las semifinales de 36 hoyos. En su semifinal contra Ed Furgol, Burke estaba 5 abajo después de 14 hoyos de la ronda de la mañana, pero se recuperó para ganar en el hoyo 37, para enfrentarse a Ted Kroll en la final. Kroll estaba 3 arriba después de 19 hoyos, pero Burke hizo 5 birdies en 6 hoyos desde el hoyo 4 para ir 2 arriba y finalmente ganó 3 y 2. Fue seleccionado Jugador del Año de la PGA en 1956, terminando quinto en la lista de ganancias.
Después de 1956, Burke tuvo menos éxito, aunque ganó más eventos del PGA Tour en 1958, 1959, 1961 y 1963, con lo que su total ascendió a 16 a lo largo de su carrera. [23] En 1958, terminó 14º en la lista de ganancias del tour, su mejor temporada después de 1956.
Burke estuvo en cinco equipos sucesivos de la Copa Ryder estadounidense de 1951 a 1959. Fue capitán en juego en 1957 y capitán no jugador en 1973. Tuvo un récord de juego exitoso, ganando sus primeros 7 partidos; dos partidos en 1951, 1953 y 1955, y ganó en cuartetos en 1957, antes de perder ante Peter Mills en individuales. Mills ganó 5 hoyos seguidos del 6 al 10 para estar 5 arriba, terminó la ronda de la mañana 5 adelante y finalmente ganó el partido 5 y 3. Gran Bretaña ganó 6 de los 8 individuales y redujo a la mitad otro para ganar la Ryder Cup por primera vez desde 1933. Burke estuvo en el equipo de la Ryder Cup de 1959, pero sufrió una lesión en la mano y no fue seleccionado para ningún partido.
Burke se asoció con Jimmy Demaret para fundar el Champions Golf Club en Houston en 1957. La instalación de 36 hoyos albergó un evento del PGA Tour de 1966 a 1971, el actual Shell Houston Open. Además, el club fue sede de la Ryder Cup de 1967, el US Open de 1969, el US Amateur de 1993 y el PGA Tour Championship en 1990, 1997, 1999, 2001 y 2003. Burke fue el quinto ganador del PGA Tour Lifetime Achievement Award en 2003 y fue incluido en el Salón de la Fama del Golf Mundial en 2000.
Burke comparte su casillero permanente en el Augusta National Golf Club, sede del Masters, con Tiger Woods. Ambos guardaron en el casillero sus casacas verdes, entregadas a los ganadores del torneo. Burke entrenó a varias estrellas actuales del PGA Tour, incluido a Phil Mickelson en el putt.
Burke ganó 16 eventos del PGA Tour entre 1950 y 1963. Ganó cuatro veces en 1950 y cinco veces en 1952, incluidas cuatro en semanas consecutivas en febrero y marzo. Burke estuvo en cinco equipos sucesivos de la Copa Ryder estadounidense de 1951 a 1959, fungiendo como capitán en juego en 1957, cuando Gran Bretaña ganó por primera vez desde 1933, y como capitán no jugador en 1973. Tuvo un historial de juego exitoso, ganando 7 de sus 8 partidos y solo perdió su partido individual en 1957.

## Vida personal
El primer matrimonio de Burke fue con Ielene Lang en 1952. Se casaría por segunda vez con Robin Moran, una golfista amateur golfer. Ella fue subcampeona del U.S. Women's Amateur de 1997, jugó en la Curtis Cup de 1998 y fue capitana en la Curtis Cup de 2016. Fue inducida al Texas Golf Hall of Fame en 2016.
Falleció en Houston (Texas) el 19 de enero de 2024, a los 100 años de edad, a sólo 10 días de cumplir los 101 años.